# Luigi D'Amato (giornalista)
Luigi D'Amato (Sant'Arsenio, 7 novembre 1924 – Roma, 12 febbraio 1993) è stato un giornalista e politico italiano.

## Biografia
Dopo la laurea in giurisprudenza conseguita presso l'Università Federico II di Napoli ha insegnato presso l'Università di Genova e l'Università La Sapienza di Roma nella facoltà di scienze politiche, pubblicando importanti saggi tradotti anche in lingua inglese (L'economia del potere).
Dedicatosi alla professione di giornalista, dopo alcuni anni come editorialista per il quotidiano Il Messaggero, negli anni cinquanta fondò e diresse Vita, settimanale che fu il primo newsmagazine italiano. Negli anni sessanta fondò e diresse il quotidiano finanziario Il Fiorino, ospitando servizi esclusivi in collaborazione quotidiana con il Financial Times. Fu anche direttore del quotidiano romano Vita d'informazione. Nel 1980 divenne direttore del Giornale d'Italia, organo del movimento Pensionati Uomini Vivi, incarico che mantenne per un decennio prima di diventarne presidente del comitato dei garanti.
Una commissione presieduta da Luigi Einaudi gli assegnò il Premio Valdagno per le scienze economico-sociali. Ha vinto il Premio Marzotto per i migliori articoli di fondo.

### Attività parlamentare
Come politico fu due volte parlamentare alla Camera dei Deputati. Nel 1963 venne eletto nelle liste della Democrazia Cristiana nell'ambito della IV legislatura della Repubblica Italiana, dove fu membro della I Commissione (Affari Costituzionali), della V Commissione (Bilancio e partecipazioni statali) e della Commissione Difesa fino al 1968.
Vent'anni dopo la sua prima esperienza, nel 1987 venne eletto deputato per la seconda volta nella X legislatura della Repubblica Italiana nelle liste del Movimento Federalista Europeo, partecipando agli organismi parlamentari come componente della IV Commissione (DIfesa), della VI Commissione (Finanze) e della XI Commissione (Lavoro) fino al 1992.
A lui, e a sua figlia Donatella, è intitolata la Fondazione internazionale Luigi e Donatella Amato Onlus

## Opere
- L'Economica del potere, 1971, Editrice Esedra
- L'Equilibrio in un sistema di "Partiti di correnti", luglio 1966, Roma, Edizioni di Scienze Sociali
- La concentrazione nelle società per azioni, 1957, Roma
- La legge del valore nell'economia socialista, Estratto dalla "Rivista di Politica Economica" Anno XLV IIISerie Fasc. I-II Gennaio-Febbraio 1955
- Da Keynes a Vanoni, Estratto dalla Rivista italiana delle fonti di energia, aprile 1955
- L'economia del potere, 1971, Prima Edizione
- L'economia del potere, gennaio 1975, Roma, Editrice Esedra, Seconda Edizione
- L'economia del potere, tradotta dalla Seconda Edizione in lingua inglese con il titolo The economics of power, aprile 1979, New York-London-Zurich, Interscience Classics
- Il voto di preferenza in Italia, 1964, Milano, Dott. A. Giuffrè Editore
- Note marginali di economia e sociologia, luglio 1694, Roma, Edizioni di Scienze Sociali
- Equilibrio politico e democrazia, Discorso pronunciato alla Camera dei Deputati nella seduta del 14 marzo 1966
- Da Cantillon a Pareto
- Rivoluzione e controrivoluzione in Germania, 1963, Roma, Angelo Belardetti Editore
- Il voto di preferenza, Estratto della Rassegna italiana di sociologia - Anno terzo n. 2, aprile-giugno 1962, Edizioni di Scienze Sociali
- Rassegna Italiana di Sociologia, Anno terzo n. 3, luglio-settembre 1962, Edizioni di Scienze Sociali
- Qualche nota introduttiva alla sociologia elettorale, Estratto della Rassegna italiana di sociologia - Anno terzo n. 3, luglio-settembre 1962, Edizioni di Scienze Sociali
- Il finanziamento pubblico dei partiti nel sistema democratico italiano, Estratto della Rassegna italiana di sociologia - Anno sesto n. 3, luglio-settembre 1965, Bologna, Società editrice Il Mulino
- Rassegna Italiana di Sociologia, Anno ottavo n. 3, luglio-settembre 1967, Bologna, Società editrice Il Mulino
- Correnti di partito e partito di correnti, 1964, Milano, Dott. A. Giuffrè Editore
- Correnti di partito e partito di correnti, 1976, Roma, Editrice Esedra, Seconda Edizione
- Note marginali di Economia e Sociologia, luglio 1964, Edizioni di Scienze Sociali
- Sociologia europea e sociologia americana, un incontro necessario e non impossibile, luglio 1964, Edizioni di Scienze Sociali
- Marxismo e Scienze Sociali, osservazioni sulla teoria e sulla pratica, 1964, Milano, Dott. A. Giuffrè Editore
- Osservazioni sui limiti della previsione in sociologia, Estratto da Sociologia - Anno secondo n. 4, ottobre-dicembre 1957, Milano, Dott. A. Giuffrè Editore
- Per la critica dell'economia marxistica, ottobre 1955, Roma, Angelo Belardetti Editore
- L'evoluzione della teoria marxistica dello stato, Estratto da Studi Politici - Anno terzo fasc. n. 2-3, giugno-novembre 1954, Sansoni Firenze